# María Jesús Honorato
María Jesús Honorato Errázuriz (Santiago, 14 de octubre de 1960) es una profesora, bióloga y política chilena, que entre el 4 de enero de 2021 y el 11 de marzo de 2022 ejerció como subsecretaria de Educación Parvularia, bajo la segunda administración del presidente Sebastián Piñera.

## Familia y estudios
Es hija de Roberto Gustavo Honorato García de la Huerta, ingeniero civil y de María de Jesús Errázuriz Barros, corredora de propiedades.
Es profesora de ciencias naturales y biología, de la Pontificia Universidad Católica (PUC), magíster en filosofía de la Universidad de Los Andes, magíster en gestión y calidad en la educación en la misma universidad y magíster en currículum y evaluación en la Universidad Autónoma de Madrid (UAM).

## Trayectoria profesional
Educadora experta en gestionar sistemas educativos escolares y universitarios, con vasta experiencia en el diseño e implementación curricular. Lideró el equipo ministerial del segundo gobierno de Sebastián Piñera que elaboró las Bases Curriculares desde el primer año de educación básica y hasta segundo año de educación media, que actualmente se encuentran vigentes y rigen a todos los establecimientos educacionales del país.
Se desempeñó como coordinadora Nacional de Curriculum y Evaluación del Ministerio de Educación (Mineduc), pues posee una amplia trayectoria laboral en el ámbito educacional siendo directora de la Fundación Educacional Protectora de la Infancia, miembro del directorio de la Fundación Integra, directora académica de la Corporación Educacional Aptus y profesora de la red de colegios Movimiento Apostólico Manquehue (MAM).